# Anthoceros tuberculatus
Anthoceros tuberculatus är en skidmossaart som beskrevs av Lehm. et Lindenb.. Anthoceros tuberculatus ingår i släktet Anthoceros och familjen skidmossor. Inga underarter finns listade i Catalogue of Life.